# Jean Scarcella
Jean César Scarcella CRA (ur. 28 grudnia 1951 w Montreux) – szwajcarski prezbiter rzymskokatolicki, kanonik regularny, w latach 2015-2025 opat terytorialny Saint-Maurice.

## Życiorys
W 1984 wstąpił do opactwa kanoników regularnych św. Maurycego w Saint-Maurice i 21 maja 1988 złożył śluby wieczyste. Święcenia kapłańskie przyjął 31 marca 1990. Przez wiele lat pracował duszpastersko w parafiach na terenie opactwa. W 2009 został przełożonym klasztoru w Saint-Maurice i wikariuszem generalnym opactwa terytorialnego. 22 maja 2014 papież Franciszek zatwierdził jego nominację na zwierzchnika tegoż opactwa. 28 czerwca 2025 papież Leon XIV przyjął jego rezygnację z urzędu zwierzchnika opactwa Saint-Maurice.